# Ichneumon elegans
Ichneumon elegans là một loài tò vò trong họ Ichneumonidae.